# Hukouwaterval
De Hukouwaterval (Chinees: 壶口瀑布, pinyin: húkǒupùbù) is de op een na grootste waterval van de Volksrepubliek China, alleen de Huangguoshuwaterval is groter. Het ligt op de grens van de provincies Shaanxi en Shanxi in de Gele Rivier.
Het verval van de waterval is gemiddeld zo’n 20 meter totaal. In de droge periode is het ongeveer 20 meter breed, maar dit neemt toe tot 50 meter in de natte periode. De rivier baant zich hier een weg van noord naar zuid door een kloof die ter hoogte van de waterval aanzienlijk versmalt van 300 meter naar 50 meter. Het water wordt door de smalle doorgang geperst met een hogere stroomsnelheid tot gevolg.
Door de locatie was de waterval moeilijk te bereiken. In de jaren negentig heeft de lokale overheid de infrastructuur verbeterd waardoor de toegankelijkheid is verbeterd. Het is nu een belangrijke toeristische attractie.